# Ледково
Ледково - посёлок Великовисочного сельсовета располагался по притоку реки Сулы - Сойме, в 80 километрах от её устья, в 100 километрах от центра сельсовета, и в 60 километрах от села Коткино.

## История
Посёлок основан в 1926 году на месте промежуточной стоянки тиманских ненцев - оленеводов. Оленеводы останавливались здесь во время весенних кочевок с оленями к летним пастбищам у моря. Возле Ледково со своими чумами селились безоленные ненцы.
Первые поселенцы Ледково - тиманские ненцы Егор Николаевич Ледков  (отчество неизвестно) и Алексей Васильевич Выучейский. Сначала они жили в своих чумах, затем построили два жилых дома, амбар, конюшни и другие хозяйственные постройки.
С 1941 года посёлок Ледково стал базой оленеводческого колхоза "Наръяна ты" ("Красный олень"). Ранее база этого колхоза располагалась у истоков реки Хвостовой. С переводом в Ледково базы колхоза "Наръяна ты" в посёлке были построены дома для оленеводов, магазин, пекарня, продовольственные склады, животноводческая ферма и конюшня.
В 1957 году колхоз "Наръяна ты" был объединён с другим оленеводческим колхозом - имени Максима Горького, центральная база объединённого колхоза "Наръяна ты" была переведена в посёлок Хонгурей. После этого жители Ледкова стали переселяться в посёлок селения Хонгурей и деревню Каменка. Посёлок Ледково был официально ликвидирован 6 августа 1967 года.

## Современность
С 1975 года на месте посёлка располагается летний туристическо-краеведческий спортивно-оздоровительный лагерь «Ледково»